# Kunice (gmina)
Pour les articles homonymes, voir Kunice.
Kunice est une gmina rurale du powiat de Legnica, Basse-Silésie, dans le sud-ouest de la Pologne. Son siège est le village de Kunice, qui se situe environ 6 km à l'est de Legnica et 57 km à l'ouest de la capitale régionale Wrocław.
La gmina couvre une superficie de 92,79 km2 pour une population de 5 053 habitants.

## Géographie
La gmina est bordée par la ville de Legnica et les gminy de Legnickie Pole, Lubin, Miłkowice, Prochowice et Ruja.
La gmina contient les villages de Bieniowice, Golanka Górna, Grzybiany, Jaśkowice Legnickie, Kunice, Miłogostowice, Pątnów Legnicki, Piotrówek, Rosochata, Spalona, Szczytniki Małe, Szczytniki nad Kaczawą et Ziemnice.